# 관개

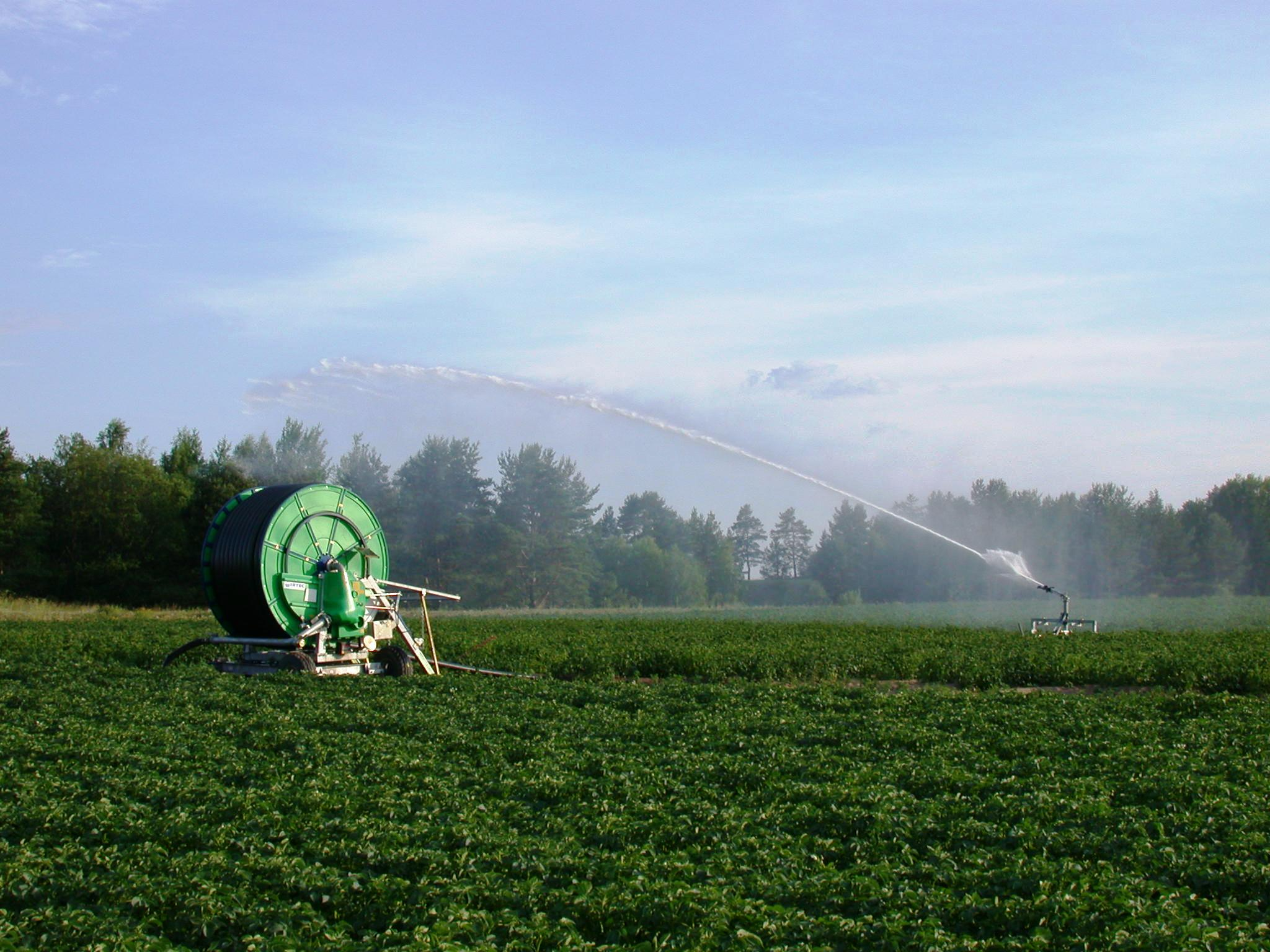
스웨덴의 이동 관개 설비

관개(灌漑, 영어: irrigation)는 농사를 짓기 위해 논, 밭과 같은 농경지에 물을 대는 것을 말한다.

## 역사
물은 농작물을 기르는 데 반드시 필요한 요소이다. 인류는 아주 오래전부터 관개 시설을 만들어 농사에 이용하였다. 기원전 3,200년 경의 고대 도시 문명이었던 수메르의 인간탄생 설화에 이미 농사를 짓기 위해 수로를 만들었다는 기록이 있다. 기원전 3,000년 경 고대 이집트에서 만들어진 유물 중에는 스콜피온이라는 왕이 운하 기공식을 하는 부조가 새겨진 철퇴머리(mace head)가 발견되기도 하였다. 이것은 이때 이미 관개 농업이 있었음을 시사한다. 한반도에도 백제 시기부터 있어왔던 벽골제와 같은 저수지가 남아 있다.

## 관개 방법
관개의 방법에는 물을 공급하는 방식에 따라 지표 관개, 살수 관개, 지하 관개 등이 있다.

### 지표 관개
지표 관개는 지표면을 따라 물이 흐르게 하여 관개하는 방법이다. 지표면 전면에 걸쳐 물이 흐르게 하는 전면 관개와 등고선에 따라 수로를 내고 일정한 장소에서 물이 넘쳐 흐르게 하는 일류 관개, 포장된 경사면을 따라 물이 흐르게 하는 보더법 등이 있다.

### 살수 관개
살수 관개는 스프링클러나 작은 구멍이 뚫린 파이프 등을 이용하여 공중에서 물을 뿌려 관개하는 방법이다.

### 지하 관개
지하 관개(地下 灌漑)는 지하에 묻은 파이프를 이용한 점적 관개와 같이 지하를 통해 물을 공급하는 방법이다.

### 월류 관개
월류 관개(越流 灌漑, plot to plot irrigation)는 수 개 혹은 수십 개의 필지가 용배수의 한 집단을 형성하여 수로에서 최상류의 논에 유입한 용수가 논을 경과하여 하류의 논으로 보내는 관개방식이다. 일부의 필지밖에 수로에 접하지 않는 경지의 형태에 행해지는 관개방법이다.

### 담수 관개
담수 관개(湛水 灌漑, ponding irrigation)는 농지에 물을 저류하여 관개하는 방법이며, 담수효과에는 수분공급 외에 유해물질의 세척, 양분의 공급, 비료효과의 조절, 온도조절, 잡초의 억제 등이 있다.

### 연속 관개
연속 관개(連續 灌漑, continuous irrigation)는 농지에 물을 연속하여 공급하는 관개방식이며, 감수심이 큰 누수답에서는 담수상태를 유지하기 위해 행해진다.

### 윤번 관개
윤번 관개(輪番 灌漑, rotational irrigation)는 관개구역을 몇 개의 구역으로 분할하여 구역마다 순차적으로 급수하는 관개용수의 분배방법이다. 논관개에서는 일반적으로 전지구를 동시에 용수분배하지만, 가뭄 등으로 물부족이 심한 경우에는 임시적으로 윤번관개가 취해진다.

### 보온 관개
보온 관개(保溫 灌漑, chill protection irrigation)는 냉수장애나 냉해로부터 수온을 보호하기 위하여 하는 물관리 방법이다. 냉수장애의 대책으로서 야간에 급수하고 낮에 중지하는 관개나 무담수재배가 있다. 냉해대책으로는 벼의 유수 형성기에 이상저온으로부터 유수를 보호하기 위한 심수관개(deep ponding irrigation), 즉 유수가 물에 잠기게 하는 것이 있다.

### 중력 관개
중력 관개(重力 灌漑, gravity irrigation)는 전력, 축력, 인력 등의 인위적 힘으로 양수하지 않고 중력에 의하여 자연유하로 행해지는 관개방법이다.

### 양수 관개
양수 관개(揚手 灌漑, pumping irrigation)는 수원이 관개 농지보다 낮은 경우나, 높더라도 고저차가 적어 중력관개가 불가능하거나 부적합한 경우, 양수기로 양수 혹은 가압하여 송배수하는 관개방식이다.

### 관수로 관개
관수로 관개(管水路 灌漑, pipeirrigation)는 관수로를 이용하여 관개하는 것, 흔히 관수로로부터 논으로 용수가 들어가는 경우를 말한다.

## 용수원
용수원(用水源, irrigation water source)은 관개용수의 수원으로, 하천, 호소, 저수지, 지하수, 집수암거 등이 있다.

## 같이 보기
- 국제관개배수위원회
- 점적관개